# オフィスリンク
オフィスリンクとはNTTドコモの企業向け内線ソリューションで、NTTドコモの携帯電話（FOMA）を企業内の内線として利用することができるほか、外出先でも内線番号で呼び出すことができるものである。

## 概要
企業内に設置されている内線システム（PBX）をNTTドコモのオフィスリンクサーバとIP接続することにより、FOMA端末をそのPBXの子機として利用できる。またそのFOMAを外出先に持ち出した際も、企業側の固定内線電話から、内線番号のみで、そのFOMA端末を呼び出せる。外出先であっても内線通話は無料となる。当初全国型内線サービスと呼ばれていたが、現在はこの名前になっている。

## 機能
| 機能         | 機能概要                                                                                 |
| ------------ | ---------------------------------------------------------------------------------------- |
| 話中転送     | 相手が話中の際指定した内線に転送する                                                     |
| 応答遅延転送 | 相手が一定時間出なかった場合、呼を指定した内線に転送する                                 |
| 無条件転送   | 着信呼を無条件で指定した内線に転送する。                                                 |
| 着信圏外転送 | 相手が圏外の場合、呼を指定した内線に転送する                                             |
| 保留転送     | 通話中に別の内線に転送する                                                               |
| ピックアップ | 他の携帯電話機への内線着信を特番で応答する。                                             |
| ハンティング | 予め決めた内線代表番号に着信があった場合、グループ内の通話中でない携帯電話機に着信させる |